# Pointe de la Plaine Morte

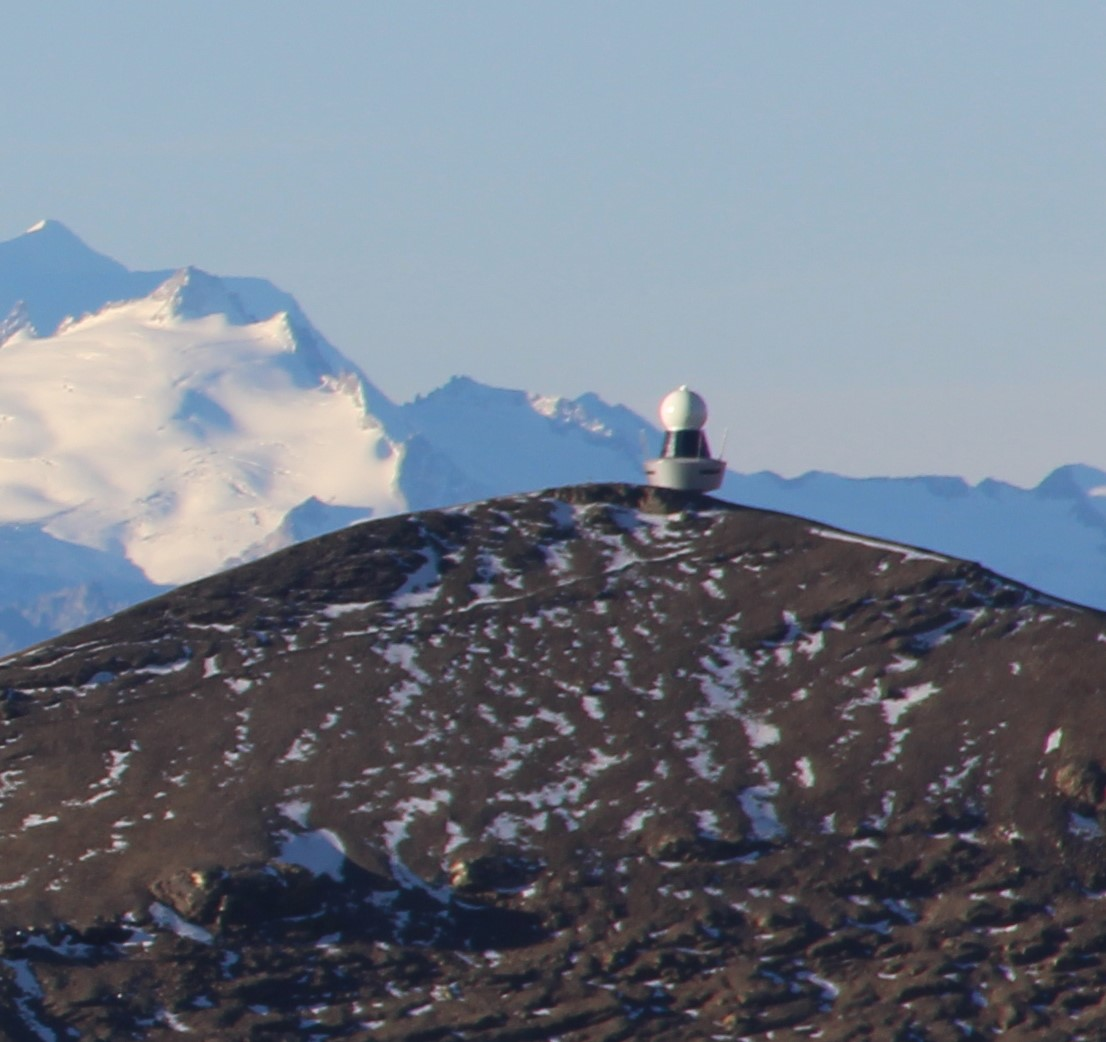
weerradar van MeteoSwiss op de top

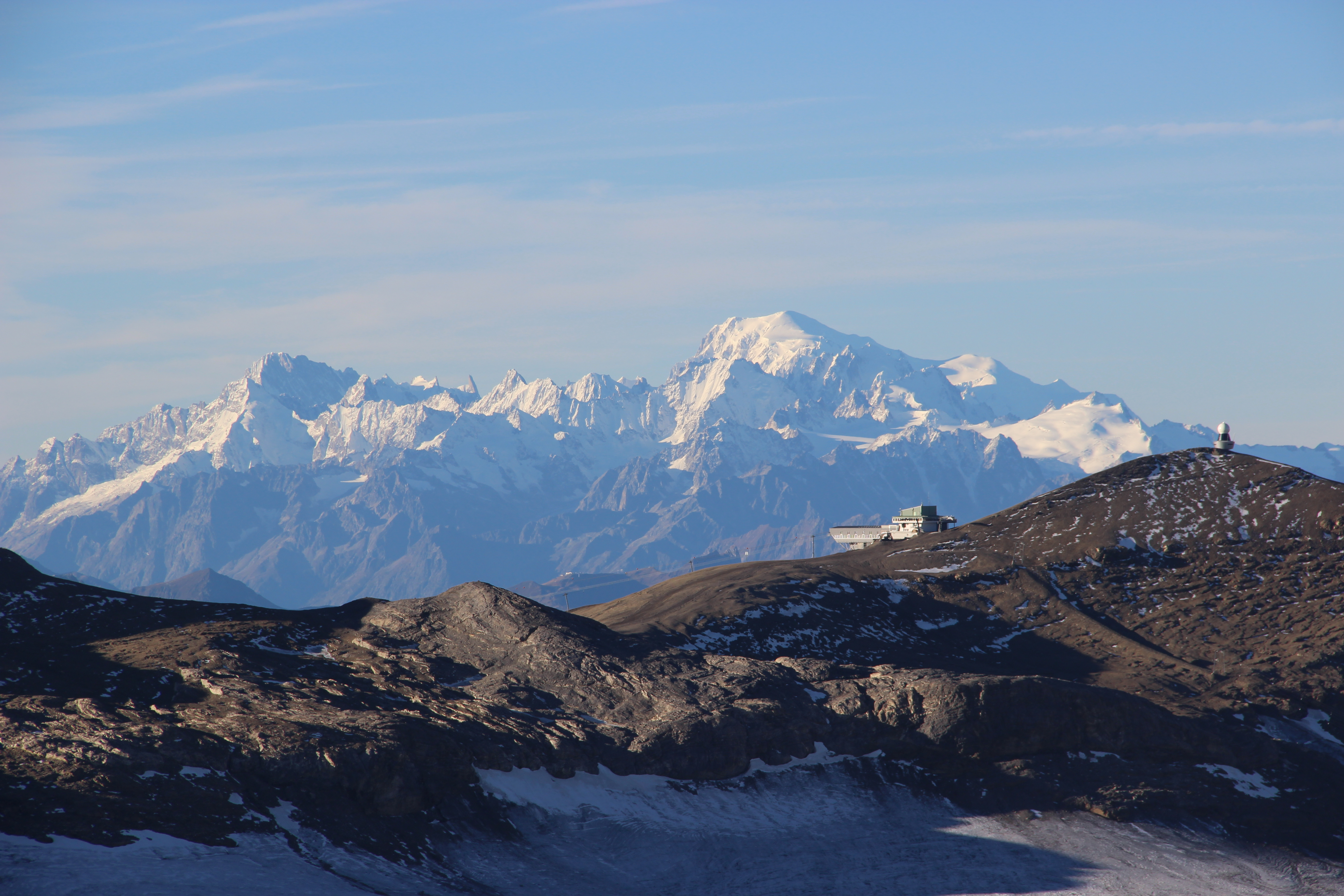
De Pointe op de voorgrond met de Grandes Jorasses en de Mont Blanc op de achtergrond

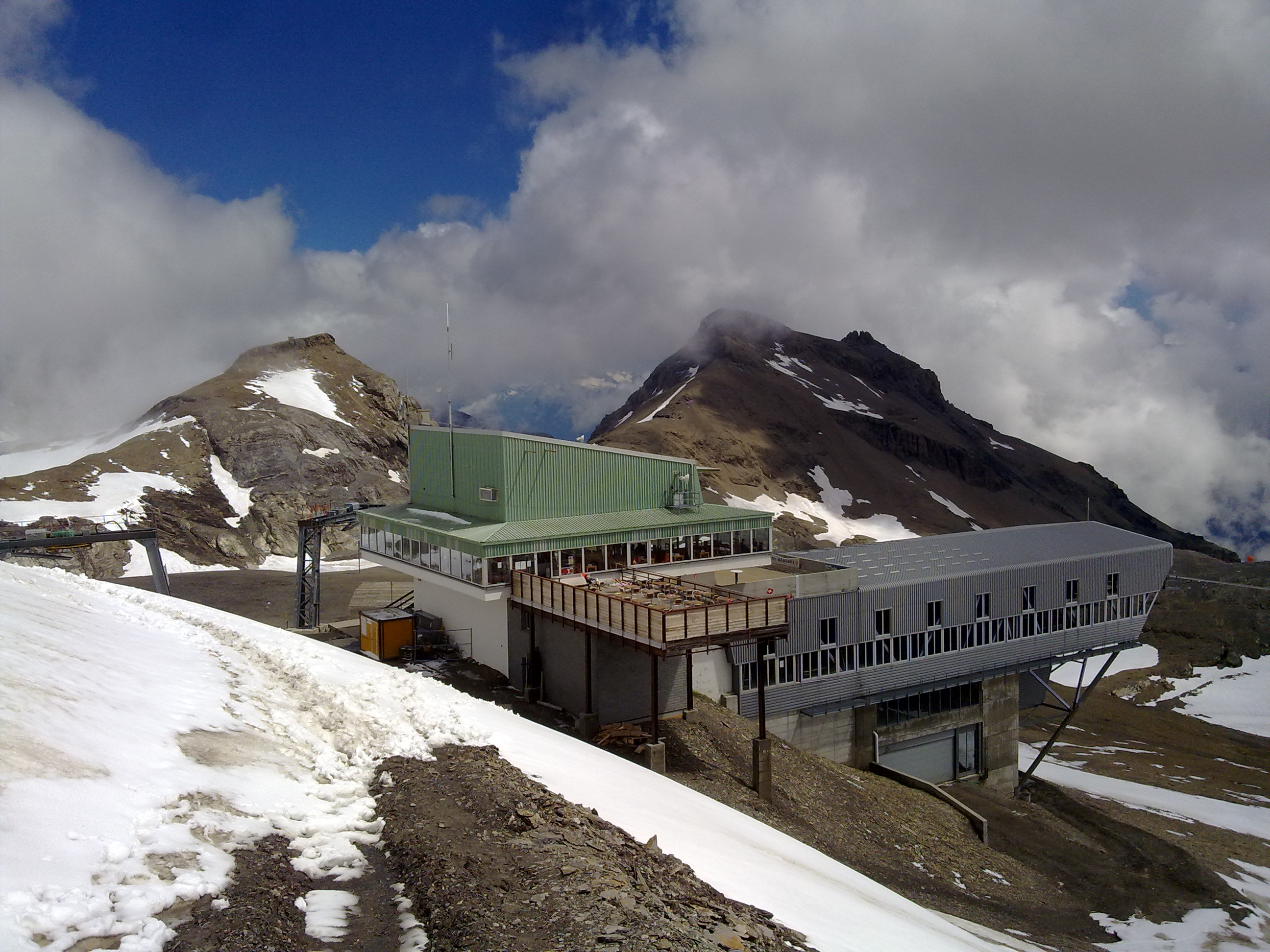
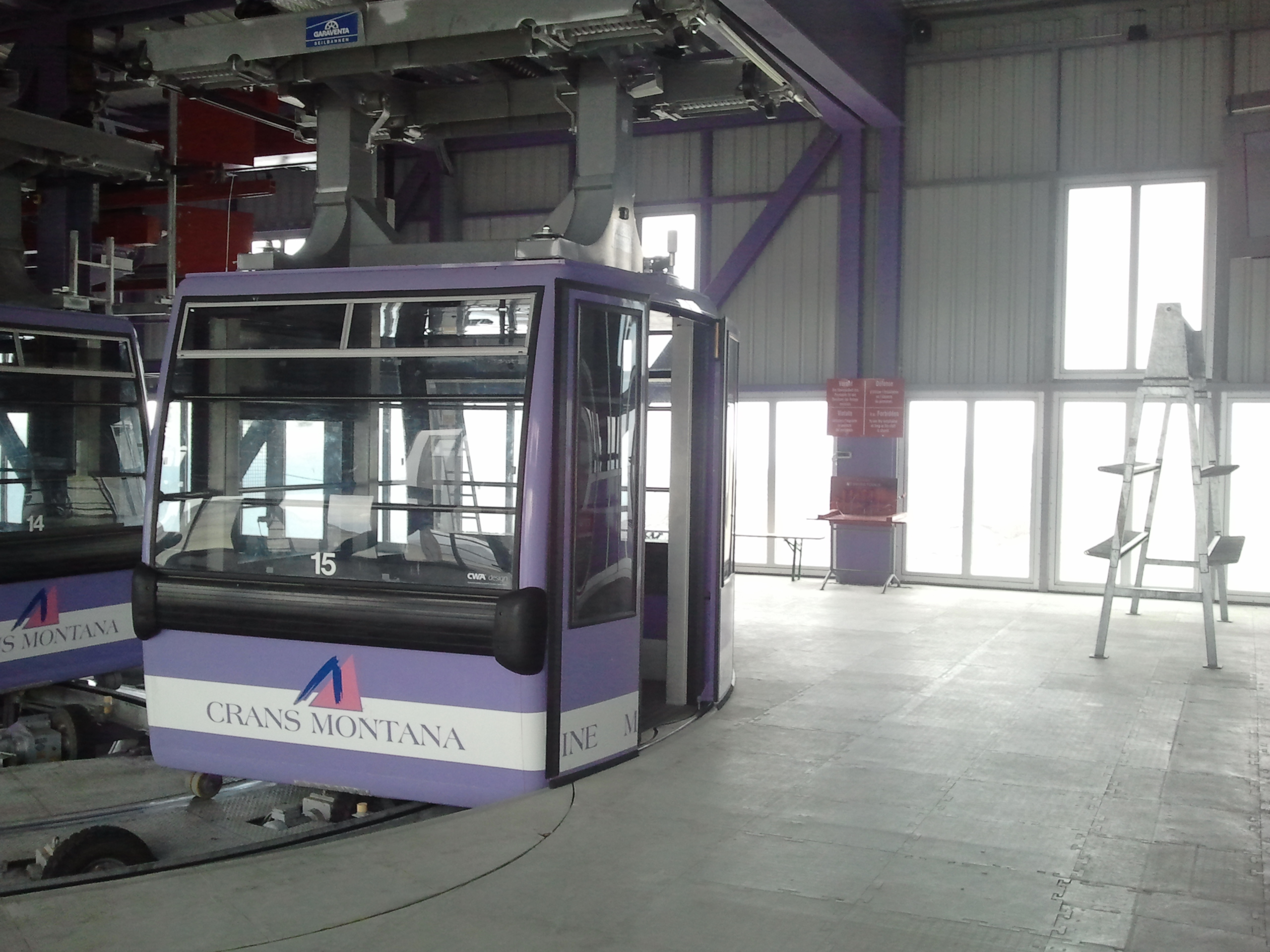

De Pointe de la Plaine Morte is een 2.927 m hoge berg in de Berner Alpen in Zwitserland op de grens van de kantons Bern en Wallis.
De bergtop ligt op het driegemeentenpunt van de gemeentegrenzen van Lenk in het kanton Bern en Icogne en Montana in het kanton Wallis/Valais.
Op de top van de Pointe de la Plaine Morte staat een radarinstallatie die sinds 2014 door MeteoSwiss wordt geëxploiteerd. Vanaf de top kijkt men noordwaarts uit over de Plaine Morte-gletsjer, een 7 km² grote plateaugletsjer die men vanaf de zuidwestkant kan betreden. De brede gletsjervlakte van de gletsjer heeft nauwelijks spleten in het vlakke gebied wat ideaal is voor langlaufen met aangelegde loipes.
De Pointe de la Plaine Morte maakt deel uit van het skigebied Crans-Montana en is gemakkelijk te bereiken met een Funitel-kabelbaan via Les Violettes. Er bestaan aparte kabelbaantickets, en ski-abonnementen exclusief en inclusief het Plaine Morte-skigebied. Het bergstation bevindt zich 175 m ten oosten van de top op een hoogte van 2.882 meter. Er is slechts een korte wandeling nodig om de top te bereiken. Er bestaan klimpistes noordoostelijk over de gletsjer richting Wildstrubel, westwaarts langs de rand van de Plaine Morte-gletsjer naar de Weisshorn en de op de westflank net onder de top gelegen Wildstrubelhütte van de Schweizer Alpen-Club (SAC) en vandaar dalwaarts naar de Rawilpas of de Iffigenalp, een klimpiste oostwaarts naar de Mont Bonvin of wandelroutes dalwaarts naar Crans Montana en verder in de Rhônevallei.
De dominantie is beperkt, de Sex Mort of Sé Mort Tothore (2.934 m) ligt 940 m ten oostzuidoosten, de Mont Bonvin (2.995 m) 1,72 km naar het zuidoosten, de Wildstrubel (3.244 m) 4,6 km naar het noordoosten.